# La casa en la playa
La casa en la playa es una telenovela mexicana producida por Pinkye Morris y Yuri Breña para Televisa en el año 2000. 
Protagonizada por Cynthia Klitbo y Sergio Goyri, con las participaciones antagónicas de Blanca Guerra, José Carlos Ruiz y Marisol del Olmo. Contó con las actuaciones estelares de Mariana Levy, Sebastián Ligarde, Mario Cimarro, David Ostrosky, Yadhira Carrillo, Ignacio López Tarso y Marga López.

## Sinopsis
En su testamento, el magnate Ángel Villarreal expresa una última voluntad que puede ser fatal para varios integrantes de su familia: sus cuatro hijos deberán convivir en la casa que tienen en Acapulco durante un año entero para heredar la cuantiosa fortuna que les corresponde. Con su testamento, Don Ángel quiso que a su muerte se realizara lo que nunca pudo lograr en vida: la unión de su familia.
A todos los hijos la noticia les cae como balde de agua fría, ya que todos viven y trabajan por separado. Pero la situación no termina ahí, sino que se agrava aún más porque el señor Villarreal deja a Paulina, su única hija, al frente de la constructora familiar, que siempre había estado a cargo de César, el mayor de los hermanos. Además, Don Ángel coloca en uno de los puestos más importantes de la compañía a Juan Carlos Cabrera, sobrino de Serena Rivas, la mujer que se ha hecho cargo de los hermanos Villarreal desde que se quedaron huérfanos. 
Juan Carlos ha sido durante años el principal colaborador de Don Ángel en la constructora, hecho que provoca constantes envidias de César. Paulina y Juan Carlos no sólo estarán unidos por la última voluntad del padre de ella, sino también por la pasión desenfrenada que surge entre ambos.
Por su parte, Paulina ha vivido alejada de Acapulco muchos años, pues tuvo que huir a la Ciudad de México junto con su hijo, Paolo, para evitar que el niño se enterara de un terrible secreto: Vicente Rojo, exesposo de Paulina, murió en un extraño accidente del cual todos la culparon a ella. Desde entonces, todos llaman a Paulina "La Viuda Negra".
De vuelta en Acapulco, Paulina se reencuentra con sus tres hermanos, que siempre han sido unos extraños para ella. César se ha convertido en un títere de su esposa, Marina, avara y envidiosa; Roberto es un irresponsable cuya única ambición es divertirse al máximo; y Salvador es un alcohólico que ha vivido atormentado porque su padre lo separó del amor de su vida. A este pequeño grupo se une también Elisa White, una joven que se casó con Don Ángel poco antes de la muerte de éste.
La vida de todos estos personajes se entrelazará todos los días entre las paredes de la casa de la playa.

## Elenco
- Cynthia Klitbo - Paulina Villarreal Talamonti vda. de Rojo
- Sergio Goyri - Juan Carlos Cabrera
- Marga López - Serena Rivas Molina de Rincón
- Blanca Guerra - Marina Aduriz de Villarreal
- José Carlos Ruiz - Severo Rincón
- Mariana Levy - Elisa White vda. de Villarreal
- David Ostrosky - César Villarreal Talamonti
- Mario Cimarro - Roberto Villarreal Talamonti
- Yadhira Carrillo - Georgina Salas
- Sebastián Ligarde - Salvador Villarreal Talamonti
- Ignacio López Tarso - Don Ángel Villarreal Cueto
- Polo Ortín - Lic. Zamora
- Lorena Velázquez - Elena vda. de White
- Esteban Franco - Teófilo
- Gerardo Albarrán - Marco Antonio Villasaña
- Héctor Cruz Lara - Juanjo Gómez
- Radamés de Jesús - Tencho
- Valentino Lanús - Miguel Ángel Villarreal
- Paula Sánchez - Pía Villarreal de Estrada
- Ernesto Rivas - Hugo Estrada
- Luis Reynoso - Teniente Larios
- Carlos Speitzer - Paolo Rojo
- Marisol del Olmo - Mireya Rodríguez
- Anthony Álvarez - Demián Garza
- Katie Barberi - Florencia Uribe
- Salvador Sánchez - Nicolás Rey
- Hilda Aguirre - Casandra del Junco
- Mario Iván Martínez - Harry Furman
- Mónica Miguel - María Estrada
- Manuel Ojeda - Manuel Rey
- Carlos Amador - Efraín
- Rafael Amador - Pancho Rubio
- Rafael Amaya - Romualdo Reyes
- Mauricio Aspe - Gino Morali
- César Castro - Álvaro Serrano
- Ernesto Bretón - Abraham Sánchez
- Maru Dueñas - Nina López
- Paulina de Labra - Luz
- Alberto Díaz - Ramiro
- Carlos Girón - Billy
- Flora Fernández - Rosa
- Arturo Lorca - Bermúdez
- Margarita Magaña - Sofía Visconti
- María Fernanda Malo - Tania
- Beatriz Monroy - Lili
- Héctor Mujica - Chato
- Ivonne Montero - Katia
- Marlene Favela - Malena Núñez
- Claudia Palacios - Patricia Zamora
- Carlos Peniche - Rodrigo
- Andrés Puentes - Fofo
- Vilma Sotomayor - Virginia del Junco
- Enrique Ureta - El Negro
- Benjamín Islas
- Raquel Pankowsky - Asistente de Georgina

## Equipo de producción
- Historia original: Enrique Gómez Vadillo
- Libretos y adaptación libre: Fernanda Villeli, Marcela Fuentes Berain
- Edición literaria: Ricardo Tejeda, Violante Villamil, Valentina Sánchez
- Tema de entrada: ¿Dónde está la vida?
- Autor e intérprete: Francisco Céspedes
- Escenografía: Mirsa Paz
- Ambientación: Octavio Ortega
- Diseño de vestuario: Laura Villafaña, Juan Antonio Martínez
- Jefes de reparto: Guillermo Pineda, Ernesto Bretón
- Gerente administrativo: Miguel Ángel Amador
- Gerente de producción: Edith Molina
- Coordinación general: Celia Arvizu
- Editores: Brígido Herrera, Jesús Hernández
- Dirección de cámaras: Manuel Barajas, José Morris Chávez, Boris Breña
- Dirección adjunta de escena: Mónica Miguel
- Dirección de escena: Enrique Gómez Vadillo
- Producción ejecutiva: Pinkye Morris, Yuri Breña

## Premios y nominaciones

### Premios TVyNovelas 2001
| Categoría            | Nominado(a)         | Resultado |
| -------------------- | ------------------- | --------- |
| Mejor villano        | José Carlos Ruiz    | Nominado  |
| Mejor primera actriz | Marga López         | Nominada  |
| Mejor primer actor   | Ignacio López Tarso | Nominado  |

### Premios ACE 2001
| Categoría                           | Nominado(a)      | Resultado |
| ----------------------------------- | ---------------- | --------- |
| Mejor actriz de televisión escénica | Cynthia Klitbo   | Ganadora  |
| Mejor actor de televisión escénica  | Sergio Goyri     | Ganador   |
| Mejor actriz característica         | Marga López      | Ganadora  |
| Mejor actor característico          | José Carlos Ruiz | Ganador   |

## Versiones
- El canal portugués TVI realizó una adaptación en 2004 titulada Baía das Mulheres, protagonizada por Ana Brito e Cunha y Alexandre de Sousa.